# Robin Elizabeth Bell
Robin Elizabeth Bell es una geofísica estadounidense, profesora en el Observatorio Terrestre Lamont-Doherty de la Universidad de Columbia  y presidente de la Unión Americana de Geofísica. Fue una coordinadora del Año Polar Internacional en 2007 y la primera mujer en presidir el Comité de Investigación Polar de la Academia Nacional de Ciencias de Estados Unidos. Ha realizado descubrimientos importantes en ciencia polar. La cresta Bell Buttress en la Antártida ha sido nombrada en su honor.

## Biografía
Bell recibió una licenciatura en Geología del Middlebury College en Vermont; a continuación, completó  una maestría en la Universidad de Columbia en 1980, y un doctorado en Geofísica, también en la Universidad de Columbia, en 1989. Recibió un título honorífico de Middlebury College en 2006. Bell es muy aficionada a la  navegación y, con su marido y dos hijos, ha cruzado el Atlántico en varias ocasiones, así como las costas de Terranova y Nueva Escocia y el Mar de Labrador.

## Carrera científica
La labor de investigación  de Bell  ha tenido como objeto de interés principal el hielo polar. Desde 1989, ha llevado a cabo experimentos en el Observatorio Terrestre Lamont-Doherty (LDEO) de la Universidad de Columbia para estudiar capas de hielo, tectónica, ríos y dorsales oceánicas.  Ha dirigido programas de investigación en la Antártida y Groenlandia y participado en el desarrollo de tecnología para observaciones científicas. 
Bell ha desempeñado funciones de coordinación de iniciativas internacionales en al campo de la ciencia polar, incluidos el Año Polar Internacional 2007, que reunió a 60 000 científicos de todo el mundo, y el Simposio Internacional sobre Ciencias de la Tierra Antártica de 2007. Ha sido la primera mujer en presidir la Junta de Investigación Polar de la Academia Nacional de Ciencias.
Bell ha dirigido, codirigido o coordinado nueve importantes expediciones aerogeofísicas a la Antártida y Groenlandia, con el objetivo de investigar la dinámica de la capa de hielo y la interacción entre el hielo y la masa continental en relación con el clima presente y futuro. Durante el curso de estas investigaciones, descubrió un volcán debajo de la capa de hielo de la Antártida occidental, y varios lagos de gran extensión sepultados bajo tres kilómetros de hielo. Durante el Año Polar Internacional, Bell dirigió una expedición a la Antártida para explorar la última cadena montañosa desconocida en la Tierra, la cordillera Gámburtsev. Demostró que el agua oculta atrapada bajo de la capa de hielo fluye hacia arriba y que las capas de hielo pueden espesarse de abajo arriba, invalidando anteriores teorías sobre el comportamiento de las capas de hielo. Bell es la investigadora principal principal del proyecto ROSETTA-Ice para estudiar la plataforma de hielo de Ross, la más amplia del continente.
Las contribuciones de Bell incluyen desarrollos tecnológicos, como la primera instalación de investigación aerogeofísica y la primera demostración académica experimental de la gravedad con un pequeño avión.
Bell también ha iniciado y dirigido importantes programas de investigación sobre el río Hudson para la Universidad de Columbia; en concreto, ha organizado y dirigido el Proyecto del Estuario del Valle del Hudson de Lamont para cartografiar el río Hudson desde Staten Island hasta Albany. El equipo definió hábitats cruciales y depósitos contaminados y también descubrió docenas de barcos hundidos y artefactos que se remontan a la Guerra de Independencia de los Estados Unidos.
Conjuntamente con sus actividades de investigación, Bell ha promovido la  diversidad en ciencia e ingeniería y, en particular, al avance de las mujeres en la ciencia. Fue directora de ADVANCE en el Instituto de la Tierra de la Universidad de Columbia, un programa financiado por la Fundación Nacional de Ciencias de Estados Unidos y destinado a ampliar las oportunidades para las mujeres en ciencia e ingeniería, y dirigió un experimento de transformación institucional en la Universidad de Columbia y sus filiales en el noreste de Estados Unidos. También es una adalid de la educación y ha fomentado la integración de la educación pública y la educación superior mediante iniciativas como el recurso educativo Earth2Class para maestros y Polar Explorer: Sea Level, una aplicación lanzada por el grupo de exploración Polar LDEO.
En total, Bell ha participado en más de 90 publicaciones, informes de la Academia Nacional y publicaciones en medios populares. Ha prestado testimonios en el  Senado de los Estados Unidos. Es miembro de la Unión Americana de Geofísica y ha tomado parte en varios comités asesores y cargos de dirección.

## Premios y honores
- 2017: Presidente electa de la Unión Americana de Geofísica.[39]
- 2011: La Junta de Investigación Polar de la Academia Nacional de Ciencias nombró una cresta antártica, Bell Buttress, en honor a Bell.[12]
- 2011: Miembro de la Unión Americana de Geofísica.[40][41]
- 2006: Doctorado honoris causa en Ciencias, Middlebury College[6]